# نگانبام سویتی دوی
نگانبام سویتی دوی (انگلیسی: Nganbam Sweety Devi؛ زادهٔ ۱ دسامبر ۱۹۹۹) بازیکن فوتبال اهل هند است.
وی همچنین در تیم‌های ملی فوتبال India women's national under-17 football team, India women's national under-19 football team، و زنان هند بازی کرده‌است.